# Io non appartengo più
Io non appartengo più è un album in studio del cantautore italiano Roberto Vecchioni, pubblicato l'8 ottobre 2013, prodotto e arrangiato da Lucio Fabbri.

## Tracce
Testi e musiche di Roberto Vecchioni, eccetto dove indicato diversamente.
1. Esodo – 3:15
2. Le mie donne – 3:52 (Roberto Vecchioni, Claudio Guidetti)
3. Il miracolo segreto – 6:47 – ispirata ad un racconto omonimo di Jorge Luis Borges (contenuto nella raccolta Finzioni)
4. Sei nel mio cuore – 4:24 (Roberto Vecchioni, Claudio Guidetti)
5. Sui ricordi – 4:47
6. Ho conosciuto il dolore – 5:21
7. Stelle – 5:07
8. Così si va – 4:23
9. Wisława Szymborska – 4:49
10. Due madri – 4:39
11. Come fai? – 4:34 (Giuliano Sangiorgi, Roberto Vecchioni)
12. Io non appartengo più – 4:07

## Formazione
- Roberto Vecchioni – voce
- Lucio Fabbri – chitarra elettrica, cori, pianoforte, violino, mandolino, basso
- Roberto Gualdi – batteria, percussioni
- Massimo Germini – chitarra acustica, cori, bouzouki
- Stefano Cabrera – violone
- Raffaele Rebaudengo – viola
- Roberto Izzo – violino
- Carmelo Emanuele Piatti – violino
- Daniele Moretto – tromba
- Daniele Magistrelli – trombone
- Lorenzo Villa, Roberta Granà, Salvo Calvo – cori